# Leichtathletik-U18-Asienmeisterschaften 2025
Die 6. Leichtathletik-U18-Asienmeisterschaften (englisch 6th Asian U18 Athletics Championships) werden vom 15. bis zum 18. April 2025 im saudi-arabischen al-Qatif am persischen Golf ausgetragen, womit die U18-Asienmeisterschaften erstmals in Saudi-Arabien stattfanden.

## Ergebnisse

### Jungen

#### 100 m
| Platz | Athlet                | Land | Zeit (s) |
| ----- | --------------------- | ---- | -------- |
| 1     | Sorato Shimizu        | JPN  | 10,38    |
| 2     | Dai Hongyu            | CHN  | 10,39    |
| 3     | Jasper Koo Cheuk Fung | HKG  | 10,40    |
| 4     | Jun Chae-min          | KOR  | 10,41    |
| 5     | Mubarak Salem al-Yami | KSA  | 10,55    |
| 6     | Leong Lok Io          | MAC  | 10,63    |
| 7     | Choi Myung-jin        | KOR  | 10,82    |
| 8     | Chathushka Imesh      | LKA  | 10,84    |

Finale: 16. April
Wind: +2,3 m/s

#### 200 m
| Platz | Athlet                 | Land | Zeit (s) |
| ----- | ---------------------- | ---- | -------- |
| 1     | Jasper Koo Cheuk Fung  | HKG  | 20,95 CR |
| 2     | Jun Chae-min           | KOR  | 21,01    |
| 3     | Harry Irfan Curran     | SGP  | 21,24    |
| 4     | Liu Kangbin            | CHN  | 21,31    |
| 5     | Meshal Abdullah Hazazi | KSA  | 21,53    |
| 6     | Natdanai Tosup         | THA  | 22,00    |
| 7     | Chathushka Imesh       | LKA  | 22,09    |
| 8     | Leong Lok Io           | MAC  | 26,68    |

Finale: 18. April
Wind: +1,5 m/s

#### 400 m
| Platz | Athlet                 | Land | Zeit (s) |
| ----- | ---------------------- | ---- | -------- |
| 1     | Li Yongjie             | CHN  | 48,11    |
| 2     | Samer Moosa Hassan     | QAT  | 48,22    |
| 3     | Haroun Ahmat           | QAT  | 48,30    |
| 4     | Musaad Obaid al-Subaie | KSA  | 48,49    |
| 5     | Meshal Abdullah Hazazi | KSA  | 48,69    |
| 6     | Sayed Sabeer           | IND  | 49,33    |
| 7     | I.M Bogoda             | LKA  | 49,49    |
| 8     | Li Xinghao             | CHN  | 50,25    |

Finale: 16. April

#### 800 m
| Platz | Athlet              | Land | Zeit (min) |
| ----- | ------------------- | ---- | ---------- |
| 1     | Xiang Zeng          | CHN  | 1:53,31    |
| 2     | Abdullatif Mohammed | KUW  | 1:53,33    |
| 3     | H.D.S Awishka       | LKA  | 1:53,41    |
| 4     | Wathin Choenchom    | THA  | 1:54,67    |
| 5     | Wang Nok Wang       | HKG  | 1:55,12    |
| 6     | Aboud Ali Faqihi    | KSA  | 1:56,72    |
| 7     | Oliver Fiore        | SGP  | 1:56,94    |
| 8     | Alibek Abdulloyev   | UZB  | 1:57,41    |

Finale: 18. April

#### 1500 m
| Platz | Athlet                          | Land | Zeit (min) |
| ----- | ------------------------------- | ---- | ---------- |
| 1     | Mubarik Abdi Said               | QAT  | 3:57,90    |
| 2     | Mahmoud Abou Zeid               | LBN  | 3:58,76    |
| 3     | G.D. Lahiru Achintha            | LKA  | 3:59,47    |
| 4     | Ramasan Schaijew                | KAZ  | 4:00,10    |
| 5     | Danny Shihab Ahmaed Kuran       | JOR  | 4:07,79    |
| 6     | Iskender Tschokajew             | KGZ  | 4:08,18    |
| 7     | Bandar Jameel al-Muwallad Alad  | KSA  | 4:12,85    |
| 8     | al-Hareth Jamal Yaqoob al-Jabri | OMA  | 4:15,88    |

16. April

#### 3000 m
| Platz | Athlet                        | Land | Zeit (min) |
| ----- | ----------------------------- | ---- | ---------- |
| 1     | Mohammad Saleh Kamareh        | IRN  | 8:37,55    |
| 2     | Timur Nasimov                 | UZB  | 8:51,27    |
| 3     | Asilbek Tuxtamurodov          | UZB  | 9:01,95    |
| 4     | Abdel Aziz Ali Adeeb Ghannam  | JOR  | 9:10,58    |
| 5     | Arman Syrymow                 | KAZ  | 9:11,97    |
| 6     | Anas Mohammed                 | KSA  | 4:08,18    |
| 7     | Marwan Mohammed Ali al-Lathaa | YEM  | 4:15,88    |

18. April

#### 110 m Hürden (91,4 cm)
| Platz | Athlet                            | Land | Zeit (s) |
| ----- | --------------------------------- | ---- | -------- |
| 1     | Koki Takajo                       | JPN  | 13,42    |
| 2     | Hasan Hagawi                      | KSA  | 13,49    |
| 3     | Lei Jhih-cun                      | TPE  | 13,50    |
| 4     | Sun Zhihao                        | CHN  | 13,55    |
| 5     | Garrett Chua                      | SGP  | 13,57    |
| 6     | Muhamad Airiel Iskandar Bin Rusli | MAS  | 13,68    |
| 7     | Xiang Guowei                      | CHN  | 13,79    |
|       | Mishari al-Mutairi                | KUW  | DNF      |

Finale: 17. April
Wind: +2,5 m/s

#### 400 m Hürden (84 cm)
| Platz | Athlet                       | Land | Zeit (s) |
| ----- | ---------------------------- | ---- | -------- |
| 1     | Idriss Djibren Mahamat Abdei | QAT  | 52,24    |
| 2     | Idriss Abakar                | QAT  | 53,56    |
| 3     | Kiril Sawtschenko            | KAZ  | 53,63    |
| 4     | Zayniddin Ravshanov          | UZB  | 53,97    |
| 5     | M.M. Shavindu Nimasha        | LKA  | 54,03    |
| 6     | Dastan Balghymbajew          | KAZ  | 55,65    |
| 7     | Bader Mohammed al-Orayir     | KSA  | 55,91    |
| 8     | Woo In-chae                  | KOR  | 60,73    |

Finale: 17. April

#### 2000 m Hindernis (84 cm)
| Platz | Athlet                            | Land | Zeit (min) |
| ----- | --------------------------------- | ---- | ---------- |
| 1     | Hashem Ahmed Akeem                | KSA  | 6:06,06    |
| 2     | Shoxjaxon Xayrullayev             | UZB  | 6:14,31    |
| 3     | Guangxi Li                        | CHN  | 6:14,33    |
| 4     | Kobiljon Rahmatov                 | UZB  | 6:18,94    |
| 5     | Basil Habib al-Safwani            | KSA  | 6:31,55    |
| 6     | Hamed Marafi                      | KUW  | 6:44,98    |
| 7     | Alibek Ramasan                    | KAZ  | 6:45,06    |
| 8     | Mohammed Ali Hefdullah al-Khadher | YEM  | 6:46,51    |

16. April

#### Sprintstaffel (100 m – 200 m – 300 m – 400 m)
| Platz | Land                                                                           | Athleten                                                                                      | Zeit (min) |
| ----- | ------------------------------------------------------------------------------ | --------------------------------------------------------------------------------------------- | ---------- |
| 1     | Volksrepublik China                                                            | Dai Hongyu Hu Jiacheng Liu Kangbin Li Yongjie                                                 | 1:51,68 CR |
| 2     | Indien                                                                         | P. Chiranth Sayed Sabeer Saket Minj Kadir Khan                                                | 1:52,15    |
| 3     | Saudi-Arabien                                                                  | Abdullah Nasser al-Jarian Mubarak Salem al-Yami Meshal Abdullah Hazazi Musaad Obaid al-Subaie | 1:52,36    |
| 4     | Sri Lanka                                                                      | Chathushka Imesh M.P. Sandaruwan Silwa I.M Bogoda Shanuka Costa                               | 1:56,66    |
| 5     | Kasachstan                                                                     | Beibarys Batyruly Dastan Balghymbajew Georgi Kosma Kiril Sawtschenko                          | 2:00,26    |
| 6     | Thailand                                                                       | Phattarakorn Insaeng Natdanai Tosup Thiraphat Klaopho Wathin Choenchom                        | 2:05,20    |
|       | Südkorea                                                                       | Choi Myung-jin Jun Chae-min Kim Tae-sung Woo In-chae                                          | DNF        |
| Katar | Haroun Ahmat Samir Moussa Hassan Aboubakar Idriss Idriss Djibren Mahamat Abdei | DSQ                                                                                           |            |

Finale: 18. April

#### 5000 m Bahngehen
| Platz | Athlet              | Land | Zeit (min) |
| ----- | ------------------- | ---- | ---------- |
| 1     | Zhu Ninghao         | CHN  | 20:21,50   |
| 2     | Nitin Gupta         | IND  | 20:21,51   |
| 3     | Lo Sheng-chin       | TPE  | 21:37,88   |
| 4     | Zhang Zhi           | CHN  | 21:38,69   |
| 5     | Chen Rui-kai        | TPE  | 22:10,03   |
| 6     | Scherchan Jegisbai  | KAZ  | 6:44,98    |
| 7     | Asilbek Joʻrayev    | UZB  | 25:09,12   |
| 8     | Ahmed Naif Majrashi | KSA  | 27:21,64   |

16. April

#### Hochsprung
| Platz | Athlet                | Land | Höhe (m) |
| ----- | --------------------- | ---- | -------- |
| 1     | Mohammad al-Duaij     | KUW  | 2,05     |
| 2     | Devak Bhushan         | IND  | 2,03     |
| 3     | J.H.P. Nethya Sampath | LKA  | 2,03     |
| 4     | Zetao Zhang           | CHN  | 2,01     |
| 5     | P. Dimuka Dilshan     | LKA  | 2,01     |
| 6     | Yi Rei Tan Shou       | SGP  | 1,98     |
| 7     | Han Hanxuan           | CHN  | 1,95     |
| 8     | Ali Hussain Yousif    | KSA  | 1,95     |

18. April

#### Stabhochsprung
| Platz | Athlet                  | Land | Höhe (m) |
| ----- | ----------------------- | ---- | -------- |
| 1     | Khalel Zaid             | SGP  | 4,20     |
| 2     | Abdulla Saad al-Abdulla | QAT  | 4,20     |
| 3     | Dmitri Schkerdin        | KAZ  | 4,20     |
| 4     | Jiang Yunfan            | SGP  | 4,10     |
| 5     | Yousef Abdullah         | KUW  | 4,00     |
| 6     | Haydar Ali al-Ruqih     | KSA  | 4,00     |
| 7     | Abbas Naser             | KUW  | 3,90     |
| 8     | Younes Eid al-Balushi   | QAT  | 3,80     |

16. April

#### Weitsprung
| Platz | Athlet                  | Land | Weite (m) |
| ----- | ----------------------- | ---- | --------- |
| 1     | Zhou Chengyi            | CHN  | 7,73 CR   |
| 2     | Eito Omori              | JPN  | 7,72 w    |
| 3     | Bingchen Liu            | CHN  | 7,30 w    |
| 4     | Abdulrahman Mohammed    | KSA  | 7,24      |
| 5     | Ko Jun-hee              | KOR  | 7,20 w    |
| 6     | Abduraxmon Maxamajonov  | UZB  | 7,08 w    |
| 7     | Faisal Hassan al-Asmari | KSA  | 7,07 w    |
| 8     | Bosco Leung Tsz Hin     | HKG  | 6,92 w    |

17. April

#### Dreisprung
| Platz | Athlet                     | Land | Weite (m) |
| ----- | -------------------------- | ---- | --------- |
| 1     | Dong Zhiyuan               | CHN  | 15,53 PB  |
| 2     | Janith Lakshan Jenkins     | LKA  | 15,10 PB  |
| 3     | Ma Boyu                    | CHN  | 14,97     |
| 4     | Abdulrahman Ahmed Mohammed | KSA  | 14,96 PB  |
| 5     | Radmir Zaripov             | UZB  | 14,24 PB  |
| 6     | Georgi Kosma               | KAZ  | 14,60     |
| 7     | I.D.S. Hansana Jayasinghe  | LKA  | 14,55     |
| 8     | Gleb Klepinin              | KAZ  | 14,41 PB  |

15. April

#### Diskuswurf
| Platz | Athlet                     | Land | Weite (m) |
| ----- | -------------------------- | ---- | --------- |
| 1     | Han Qigeng                 | CHN  | 20,23 CR  |
| 2     | Nishchay                   | IND  | 19,59     |
| 3     | Anson Loh                  | SGP  | 18,59     |
| 4     | Kiarash Kaboli             | IRN  | 18,26     |
| 5     | Akhand Pratap              | IND  | 18,17     |
| 6     | Arman Aminirostami         | IRN  | 17,80     |
| 7     | Wadim Pessozki             | KAZ  | 17,08     |
| 8     | Salem Yusuf Salem Mohammad | VAE  | 16,80     |

17. April

#### Kugelstoßen (5 kg)
| Platz | Athlet                  | Land | Weite (m) |
| ----- | ----------------------- | ---- | --------- |
| 1     | Han Qigeng              | CHN  | 63,33 CR  |
| 2     | Wanshi Xuan             | CHN  | 63,01     |
| 3     | Nishchay                | IND  | 58,85     |
| 4     | Hamad Dhawi al-Sultan   | QAT  | 58,27     |
| 5     | Vishal Kumar            | IND  | 55,99     |
| 6     | Son Chang-hyun          | KOR  | 53,36     |
| 7     | Adoum Mahamoud Saleh    | QAT  | 50,66     |
| 8     | Ali Bin Syed Ahmad Syed | MAS  | 49,82     |

16. April

#### Hammerwurf (5 kg)
| Platz | Athlet                | Land | Weite (m)   |
| ----- | --------------------- | ---- | ----------- |
| 1     | Mohammed al-Zayer     | KSA  | 79,11 CR PB |
| 2     | Wang Ankang           | CHN  | 74,81 PB    |
| 3     | Amirreza Ahanin Maram | IRN  | 70,83       |
| 4     | Muhammadaziz Nosirov  | UZB  | 65,59 PB    |
| 5     | Maxim Saschnew        | KAZ  | 59,34 PB    |
| 6     | Ali Hassan Al Hayyan  | KSA  | 51,51 PB    |
| 7     | Ganiew Chursandmurod  | TJK  | 49,46 PB    |
| 8     | Ali al-Qllaf          | KUW  | 48,50       |

15. April

#### Speerwurf (700 g)
| Platz | Athlet                | Land | Weite (m) |
| ----- | --------------------- | ---- | --------- |
| 1     | Himanshu              | IND  | 67,57     |
| 2     | Lu Hao                | CHN  | 63,45     |
| 3     | Ruslan Sadullayev     | UZB  | 61,96     |
| 4     | Gabriel Ng            | SGP  | 60,32     |
| 5     | Ogabek Murodov        | UZB  | 59,71     |
| 6     | Han Kwa Eu            | SGP  | 59,52     |
| 7     | Walter Yip Tin Ching  | HKG  | 58,67     |
| 8     | Musaeid Sami al-Asimi | KSA  | 55,85     |

18. April

#### Zehnkampf
| Platz | Athlet                   | Land | Punkte |
| ----- | ------------------------ | ---- | ------ |
| 1     | Jakhongir Juraboyev      | UZB  | 6645   |
| 2     | Askar Omirsak            | KAZ  | 6524   |
| 3     | Abas Moneer al-Abdulbaqi | KSA  | 6229   |
| 4     | Ali Hassan al-Bathr      | KSA  | 5765   |
| 5     | Jayden NG                | SGP  | 5660   |
| 6     | Nikita Mironow           | KAZ  | 5599   |

17./18. April

### Mädchen

#### 100 m
| Platz | Athletin                           | Land | Zeit (s) |
| ----- | ---------------------------------- | ---- | -------- |
| 1     | Zhang Qian                         | CHN  | 11,80    |
| 2     | Dananjana Fernando                 | LKA  | 11,92    |
| 3     | Aarti                              | IND  | 11,93    |
| 4     | Izzatul Musfirah Binti Ahmad Kamal | MAS  | 12,06    |
| 5     | Wong Wing Tung                     | HKG  | 12,06    |
| 6     | Nichaphat Nunut                    | THA  | 12,07    |
| 7     | Chanthell Mauricette               | THA  | 12,09    |
| 8     | Seo Ye-rim                         | KOR  | 12,19    |

Finale: 16. April
Wind: +1,4 m/s

#### 200 m
| Platz | Athletin         | Land | Zeit (s) |
| ----- | ---------------- | ---- | -------- |
| 1     | Mariam Kareem    | VAE  | 23,99    |
| 2     | Misato Shibata   | JPN  | 24,16    |
| 3     | Aarti            | IND  | 24,31    |
| 4     | Zhou Zhenglin    | CHN  | 24,46    |
| 5     | Ichiha Fuse      | JPN  | 24,64    |
| 6     | A.L.S.D. Liyange | LKA  | 24,69    |
| 7     | Kwon Yee-un      | KOR  | 24,71    |
| 8     | Prisha Mishra    | IND  | 25,16    |

Finale: 18. April
Wind: +1,4 m/s

#### 400 m
| Platz | Athletin               | Land | Zeit (s) |
| ----- | ---------------------- | ---- | -------- |
| 1     | Saki Imamine           | JPN  | 57,27    |
| 2     | Tannu                  | IND  | 57,63    |
| 3     | Deng Nanxi             | CHN  | 58,01    |
| 4     | He Beiqi               | CHN  | 58,29    |
| 5     | Edwina Jason           | IND  | 58,46    |
| 6     | Muxayyo Gulmuradova    | UZB  | 59,45    |
| 7     | Loraine Audrey Batalla | PHI  | 60,90    |
| 8     | Darya Jilina           | UZB  | 59,33    |

Finale: 16. April

#### 800 m
| Platz | Athletin              | Land | Zeit (min) |
| ----- | --------------------- | ---- | ---------- |
| 1     | MG Tharushi Abisheka  | LKA  | 2:14,86    |
| 2     | Ye Meiling            | CHN  | 2:15,92    |
| 3     | Naomi Marjorie Cesar  | PHI  | 2:17,87    |
| 4     | Aminova Dinora        | UZB  | 2:19,05    |
| 5     | Kei Mui I             | MAC  | 2:22,43    |
| 6     | Ka Weng Lam           | MAC  | 2:26,87    |
| 7     | Margarita Jurtschenko | KGZ  | 2:27,99    |
| 8     | Anastassija Suikowa   | KAZ  | 59,33      |

18. April

#### 1500 m
| Platz | Athletin             | Land | Zeit (min) |
| ----- | -------------------- | ---- | ---------- |
| 1     | Zhang Yaxi           | CHN  | 4:58,35    |
| 2     | Sama Moustafa        | LBN  | 4:58,82    |
| 3     | Marjona Saydullayeva | UZB  | 4:59,85    |
| 4     | Zeek Ashraf Rasheed  | MDV  | 5:26,66    |

15. April

#### 3000 m
| Platz | Athletin               | Land | Zeit (min) |
| ----- | ---------------------- | ---- | ---------- |
| 1     | Anastasiya Silchenkova | UZB  | 09:45,17   |
| 2     | Suolang Zhuoma         | CHN  | 10:00,44   |
| 3     | Samia Shahpari         | IRI  | 10:09,07   |
| 4     | Lương Thị Khan         | VIE  | 10:27,43   |
| 5     | Anara Berdischowa      | KGZ  | 11:53,43   |

17. April

#### 100 m Hürden (76,2 cm)
| Platz | Athletin             | Land | Zeit (s) |
| ----- | -------------------- | ---- | -------- |
| 1     | Bao Yinyin           | CHN  | 13,71    |
| 2     | Yihui He             | CHN  | 13,76    |
| 3     | Shourya Ambure       | IND  | 13,80    |
| 4     | Richelle Wo Hoi Yiu  | HKG  | 14,08    |
| 5     | Shodiyona Rakhmonova | UZB  | 14,28    |
| 6     | Angel Villagracia    | PHI  | 14,35    |
| 7     | Hsiao Chieh          | TPE  | 15,16    |
| 8     | Niginabonu Rajabova  | UZB  | 14,39    |

Finale: 17. April
Wind: +2,3 m/s

#### 400 m Hürden
| Platz | Athletin              | Land | Zeit (s) |
| ----- | --------------------- | ---- | -------- |
| 1     | Mariam Kareem         | VAE  | 59,55 CR |
| 2     | Shodiyona Rakhmonova  | UZB  | 61,40    |
| 3     | Ewelina Rjabowa       | KAZ  | 61,59    |
| 4     | Panramon Tangsatjakul | THA  | 65,41    |
| 5     | Afina Tscholakidi     | KAZ  | 65,68    |
| 6     | Thao Thi Le           | VIE  | 66,60    |
| 7     | Parizoda Turayeva     | UZB  | 66,78    |
| 8     | HMNS Senevirathna     | LKA  | 68,69    |

Finale: 17. April

#### 2000 m Hindernis
| Platz | Athletin               | Land | Zeit (min) |
| ----- | ---------------------- | ---- | ---------- |
| 1     | Sadafbonu Nusratilleva | UZB  | 6:44,99 CR |
| 2     | Nasimakhon Mamirova    | UZB  | 6:55,20    |
| 3     | Fu Wen                 | CHN  | 7:09,11    |
| 4     | Sachini Madhuhansika   | LKA  | 7:23,46    |

16. April

#### Sprintstaffel (100 m – 200 m – 300 m – 400 m)
| Platz | Land                | Athletinnen                                                                                              | Zeit (min) |
| ----- | ------------------- | --- | ---------- |
| 1     | Volksrepublik China | Zhan Qian Yang Sitong Zhou Zhenglin He Beiqi                                                             | 2:11,11    |
| 2     | Sri Lanka           | Dananjana Fernando MG Tharushi Abisheka HMNS Senevirathna M. Dilki Nehara                                | 2:14,25    |
| 3     | Thailand            | Chanthell Mauricette Nichaphat Nunut Panramon Tangsatjakul Nattawadee Watarujikrit                       | 2:15,00    |
| 4     | Usbekistan          | Karina Karimova Muxayyo Gulmuradova Vladlena Nosova Niginabonu Rajabova                                  | 2:15,95    |
| 5     | Kasachstan          | Angelina Schrubjanez Alina Golowina Afina Tscholakidi Ewelina Rjabowa                                    | 2:16,41    |
| 6     | Saudi-Arabien       | Areen Hussain Tulbah Mayyasah Abdullah Al Thikr Allah Warood Ghanem al-Surayhi Fatimah Osamah al-Khaifah | 2:34,80    |
|       | Indien              | Aarti Prisha Mishra Edwina Jason Tannu                                                                   | DNF        |

30. April

#### 5000 m Bahngehen
| Platz | Athletin               | Land | Zeit (min) |
| ----- | ---------------------- | ---- | ---------- |
| 1     | Wang Yaru              | CHN  | 23:34,80   |
| 2     | Xiere Zhuoma           | CHN  | 23:51,59   |
| 3     | Kwon Seo-rhin          | IND  | 24:13,70   |
| 4     | Yogita                 | IND  | 24:41,79   |
| 5     | Madina Yergasheva      | UZB  | 28:30,98   |
|       | Margarita Storoschenko | KAZ  | DSQ        |

17. April

#### Hochsprung
| Platz | Athletin         | Land | Höhe (m) |
| ----- | ---------------- | ---- | -------- |
| 1     | Dong Jialing     | CHN  | 1,73     |
| 2     | Anh Mai Ngoc     | VIE  | 1,69     |
| 3     | Yasmeen Roy      | KUW  | 1,65     |
| 4     | Anchal Patil     | IND  | 1,65     |
| 5     | Olga Isjumnikowa | KAZ  | 1,65     |
| 6     | Polina Kusubowa  | KAZ  | 1,60     |
| 7     | Leyla Kanbarova  | UZB  | 1,60     |
| 7     | Leung Nga Yin    | HKG  | 1,60     |

17. April

#### Weitsprung
| Platz | Athletin             | Land | Weite (m) |
| ----- | -------------------- | ---- | --------- |
| 1     | Liang Morong         | CHN  | 6,26 w    |
| 2     | Chloe En-ya Chee     | SGP  | 5,77      |
| 3     | Seo Ye-ji            | KOR  | 5,66 w    |
| 4     | Lau Hoi Ying         | HKG  | 5,42      |
| 5     | Milena Merts         | KAZ  | 5,27      |
| 6     | Shukrona Kodirova    | UZB  | 5,35 w    |
| 7     | Janice Cheung Yiu Gi | HKG  | 5,32      |
| 8     | Nisrine Mouawad      | LBN  | 5,00 w    |

17. April

#### Dreisprung
| Platz | Athletin          | Land | Weite (m) |
| ----- | ----------------- | ---- | --------- |
| 1     | Xie Yiqing        | CHN  | 13,39     |
| 2     | Bi Jiayu          | CHN  | 12,79     |
| 3     | M. Dilki Nehara   | LKA  | 12,35     |
| 4     | Seo Ye-ji         | KOR  | 12,05     |
| 5     | Milana Michailowa | KAZ  | 11,41     |
| 6     | Shukrona Kodirova | UZB  | 11,36     |
| 7     | Alissa Issajewa   | KAZ  | 11,31     |
| 8     | Nisrine Mouawad   | LBN  | 10,75 PB  |

18. April

#### Kugelstoßen (3 kg)
| Platz | Athletin               | Land | Weite (m) |
| ----- | ---------------------- | ---- | --------- |
| 1     | Chen Xinyao            | CHN  | 18,47 PB  |
| 2     | Wan Yuxuan             | CHN  | 17,82 PB  |
| 3     | Lee Ye-ram             | KOR  | 16,58 PB  |
| 4     | Omolbanin Tehrani Fard | IRN  | 14,44     |
| 5     | Joy Baidwan            | IND  | 13,84     |
| 6     | Parizod Abdullayeva    | UZB  | 13,81     |
| 7     | Hilola Salimova        | UZB  | 13,59     |
| 8     | Tatjana Iwanischko     | KAZ  | 13,44 PB  |

15. April

#### Diskuswurf
| Platz | Athletin                            | Land | Weite (m) |
| ----- | ----------------------------------- | ---- | --------- |
| 1     | Ma Chenyi                           | CHN  | 53,81 CR  |
| 2     | Zhao Anqi                           | CHN  | 47,89     |
| 3     | Lakshita Mahlawat                   | IND  | 41,30     |
| 4     | Mahliyo Karimova                    | UZB  | 40,90     |
| 5     | Oshin                               | IND  | 40,26     |
| 6     | Pauline Ului                        | MAS  | 39,37     |
| 7     | Sasha Alyssa Philip                 | MAS  | 39,00     |
| 8     | Salma Haitham Rashed Saeed al-Marri | VAE  | 38,72     |

17. April

#### Hammerwurf (3 kg)
| Platz | Athletin                            | Land | Weite (m) |
| ----- | ----------------------------------- | ---- | --------- |
| 1     | Chen Jiajun                         | CHN  | 67,71     |
| 2     | Gao Yujia                           | CHN  | 61,65 PB  |
| 3     | Shakhribonu Zaripova                | UZB  | 56,47     |
| 4     | Hasti Sadat Siah Mansouri           | IRN  | 56,14 PB  |
| 5     | Tomiris Jermatowa                   | KAZ  | 52,82 PB  |
| 6     | Salma Haitham Rashed Saeed al-Marri | VAE  | 50,57 PB  |

15. April

#### Speerwurf (500 g)
| Platz | Athletin       | Land | Weite (m) |
| ----- | -------------- | ---- | --------- |
| 1     | Kwan Yan Yi    | HKG  | 54,04     |
| 2     | Ayuto Kurokawa | JPN  | 49,92     |
| 3     | Ao Matsuyama   | JPN  | 49,76     |
| 4     | Lee Sae-bom    | KOR  | 47,33     |
| 5     | Li Cen Chen    | TPE  | 45,81     |
| 6     | He Fangjie     | CHN  | 43,15     |
| 7     | Misti Karmakar | IND  | 40,20     |
| 8     | Wang Sihan     | CHN  | 39,61     |

17. April

#### Siebenkampf
| Platz | Athletin          | Land | Punkte |
| ----- | ----------------- | ---- | ------ |
| 1     | Polina Kusubowa   | KAZ  | 5089 w |
| 2     | Sofya Nikolayeva  | UZB  | 4904 w |
| 3     | Assylsat Kydyrbay | KAZ  | 4355 w |
| 4     | Parizod Bolbekova | UZB  | 3657 w |

17. April

## Medaillenspiegel
| Medaillenspiegel (Endstand nach 39 von 39 Entscheidungen) | Medaillenspiegel (Endstand nach 39 von 39 Entscheidungen) | Medaillenspiegel (Endstand nach 39 von 39 Entscheidungen) | Medaillenspiegel (Endstand nach 39 von 39 Entscheidungen) | Medaillenspiegel (Endstand nach 39 von 39 Entscheidungen) | Medaillenspiegel (Endstand nach 39 von 39 Entscheidungen) |
| Platz                                                     | Land                                                      | Gold                                                      | Silber                                                    | Bronze                                                    | Gesamt                                                    |
| --------------------------------------------------------- | --------------------------------------------------------- | --------------------------------------------------------- | --------------------------------------------------------- | --------------------------------------------------------- | --------------------------------------------------------- |
| 01                                                        | Volksrepublik China                                       | 19                                                        | 12                                                        | 5                                                         | 36                                                        |
| 02                                                        | Japan                                                     | 3                                                         | 3                                                         | 1                                                         | 7                                                         |
| 03                                                        | Saudi-Arabien                                             | 3                                                         | 1                                                         | 2                                                         | 6                                                         |
| 04                                                        | Usbekistan                                                | 2                                                         | 5                                                         | 4                                                         | 11                                                        |
| 05                                                        | Katar                                                     | 2                                                         | 3                                                         | 1                                                         | 6                                                         |
| 06                                                        | Hongkong                                                  | 2                                                         | 0                                                         | 1                                                         | 3                                                         |
| 07                                                        | Vereinigte Arabische Emirate                              | 2                                                         | 0                                                         | 0                                                         | 2                                                         |
| 08                                                        | Indien                                                    | 1                                                         | 5                                                         | 5                                                         | 11                                                        |
| 09                                                        | Sri Lanka                                                 | 1                                                         | 3                                                         | 4                                                         | 8                                                         |
| 10                                                        | Singapur                                                  | 1                                                         | 2                                                         | 2                                                         | 5                                                         |
| 10                                                        | Kuwait                                                    | 1                                                         | 1                                                         | 1                                                         | 3                                                         |
| 12                                                        | Kasachstan                                                | 1                                                         | 0                                                         | 4                                                         | 5                                                         |
| 13                                                        | Iran                                                      | 1                                                         | 0                                                         | 2                                                         | 3                                                         |
| 14                                                        | Libanon                                                   | 0                                                         | 2                                                         | 0                                                         | 2                                                         |
| 15                                                        | Südkorea                                                  | 0                                                         | 1                                                         | 3                                                         | 4                                                         |
| 15                                                        | Vietnam                                                   | 0                                                         | 1                                                         | 0                                                         | 1                                                         |
| 17                                                        | Chinesisch Taipeh                                         | 0                                                         | 0                                                         | 2                                                         | 2                                                         |
| 18                                                        | Philippinen                                               | 0                                                         | 0                                                         | 1                                                         | 1                                                         |
| 18                                                        | Thailand                                                  | 0                                                         | 0                                                         | 1                                                         | 1                                                         |
| Gesamt                                                    | Gesamt                                                    | 39                                                        | 39                                                        | 39                                                        | 117                                                       |